# Малакка (полуостров)
Мала́кка  (тайск. แหลมมลายู, малайск. Tanah Melayu, бирм. မလေး ကျွန်းဆွယ်, также Малайский полуостров (тайск. คาบสมุทรมลายู, малайск. Semenanjung Tanah Melayu)) — полуостров в Юго-Восточной Азии. Является южной оконечностью полуострова Индокитай. Омывается на западе Андаманским морем и Малаккским проливом, на востоке — Южно-Китайским морем и Сиамским заливом.
Территория полуострова простирается примерно с севера на юг, а её южная оконечность является самой южной точкой материковой Азии. Малакка включает в себя западную половину Малайзии, южные провинции Таиланда и самый южный район Мьянмы — Кавсаунг.
Горы Титивангса являются частью системы холмов Тенассерим и образуют основу полуострова. Они образуют самый южный участок центральной цепи гор, который проходит от Тибета через перешеек Кра (самая узкая точка полуострова) на Малайский полуостров. Малаккский пролив отделяет полуостров Малакку от индонезийского острова Суматра, а на южном побережье отделено от острова Сингапур Джохорским проливом.

## География
Длина (с севера на юг) — около 1300 км, площадь — около 190 тысяч км², северная граница — перешеек Кра наименьшей шириной 44 км. Иногда к Малакке относят часть территории к северу от Кра, до северной оконечности Сиамского залива. В средней части рельеф представляет собой низкие и средневысотные горы, высота — до 2190 м (гора Тахан или Гунунг-Тахан).
Разделён политически между Мьянмой, Таиландом и Малайзией.
В северо-западной части расположена южная часть Мьянмы, остальную часть северной половины занимает юг Таиланда. Южная часть принадлежит Малайзии. К югу от полуострова расположены острова Сингапура. К юго-западу через Малаккский пролив располагается индонезийский остров Суматра.
Крупнейшие города — Куала-Лумпур и Ипох (Малайзия).

## Биология
Первичный растительный мир — тропические леса, вдоль берегов — низкие, заболоченные равнины с мангровыми лесами. Присутствуют крупнейшие месторождения олова и вольфрама. На низких обводнённых равнинах плантации каучуконосов, кокосовой пальмы, бананов и др. Широко развито рисоводство.